# Alma Madmarked
Alma Madmarked eller blot Alma er en supermarkedskæde i Storkøbenhavn. Kæden åbnede sin første butik 27. marts 2025 på Frederiksberg og butik nr. 2 i Store Kongensgade i Københavns indre by den 8. maj samme år. Bag ideen står den tidligere direktør for supermarkedskæden Irma Alfred Josefsen og en række andre tidligere Irma-ledere, og Alma har en profil, som på mange måder minder om Irmas.
I den første Alma-butik var der ved åbningen ca. 4.000 varemærker fra grønt, kød, krydderier og kolonial. Butikken ønsker at begrænse udvalget af ultraforarbejdet mad, og der er trykt udsagn med butikkens holdninger på væggene.

## Baggrund
I januar 2023 meddelte Coop, at organisationen ville lukke sin traditionsrige supermarkedskæde Irma, som havde eksisteret siden 1886. De sidste Irmabutikker lukkede i maj 2024. Det medførte frustrationer hos mange tidligere Irmakunder og ansatte, og i 2024 offentliggjorde Josefsen en plan for at starte en ny supermarkedskæde med navnet Alma Madmarked.
Selskabet Alma Madmarked A/S blev officielt stiftet den 11. juni 2024. Josefsen selv ejede 20 % af aktierne i det nye selskab, og ægteparret bag selskabet Nordic Bioscience (Claus og Bente Juel Christiansen) ejede som hovedinvestorer de resterende 80 %. Josefsen havde desuden samlet omkring et dusin tidligere ledere fra forskellige grene af Irmas organisation, der tilsammen ville stå for det nye madmarked. Selskabets erklærede mål er at ramme "klima- og kvalitetsbevidste forbrugere med vægt på økologi og den gode madoplevelse". Selskabet ønskede fra starten at lægge sig tæt op ad det, som mange forbandt med den tidligere Irma-kæde. Kæden er opkaldt efter Alfred Josefsens bedstemor i Thy, Alma Josefsen. Den nye kædes logo er et blåt hjerte.

## Alma-butikker
Alma åbnede sin første butik på Sylows Alle 17 på Frederiksberg 27. marts 2025. Butik nr. 2 åbnede 8. maj på Store Kongensgade 100 i indre by i København. Begge butikker har Alma købt af Dagrofa, der tidligere drev Spar-forretninger på adresserne.
I november 2024 havde kæden planer om at åbne i alt fem Almabutikker i hovedstadsområdet i 2025.